# Monica Horan
Monica Horan, född 29 januari 1963 i Darby i Pennsylvania i USA, är en amerikansk skådespelare mest känd för sin roll som Amy Barone i TV-serien Alla älskar Raymond. 2006 vann hon en Gracie Allen Award för sin biroll i serien.

## Fotnoter
1. ↑  Internet Movie Database, IMDb-ID: nm1128648co0047972, läst: 10 januari 2016.[källa från Wikidata]
2. ↑  Deutsche Synchronkartei, Deutsche Synchronkartei skådespelar-ID: 27229, läst: 4 april 2022.[källa från Wikidata]
3. ↑  IMDb – Monica Horan - Awards (engelska)